# Victorin Lurel

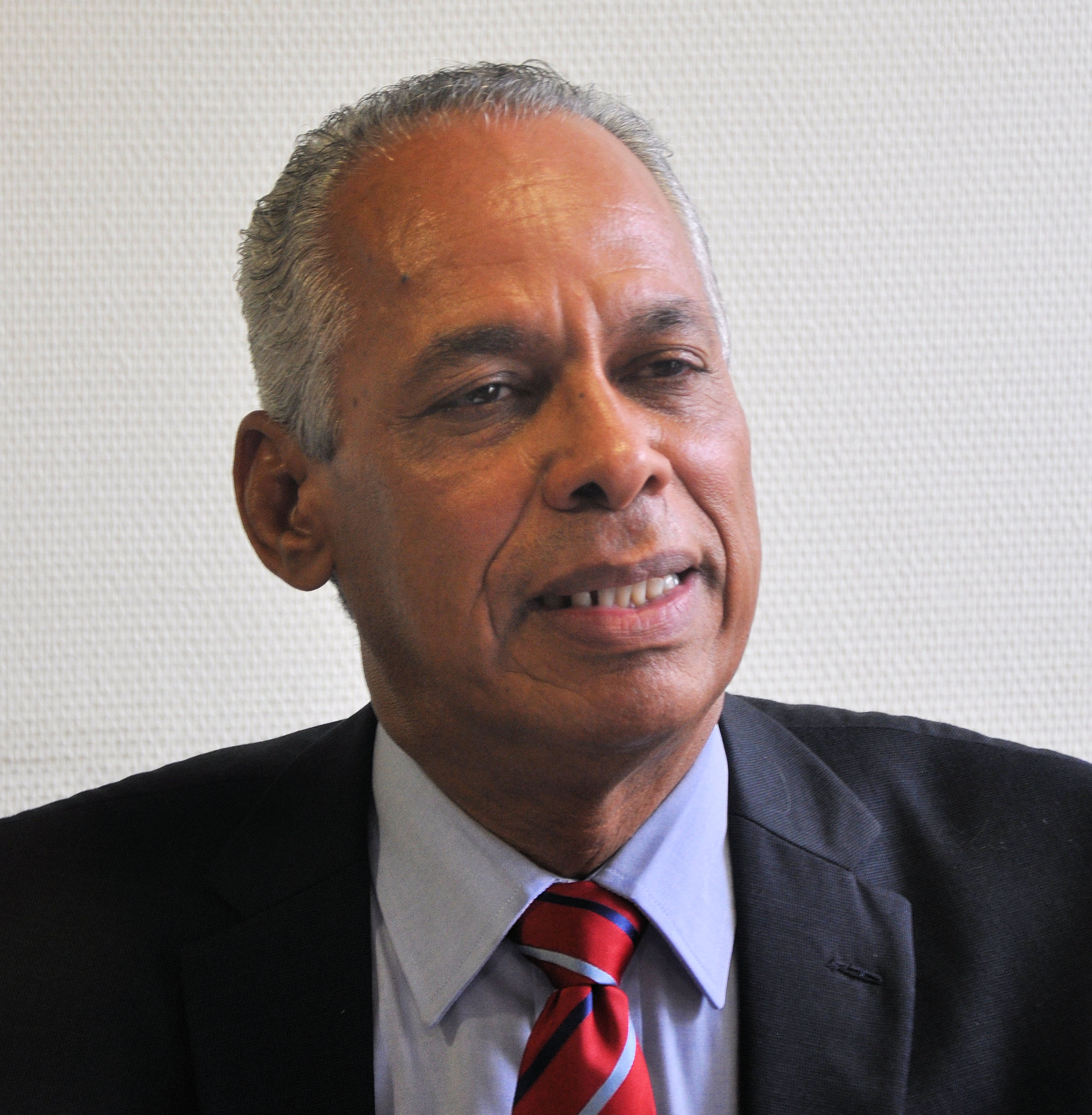
Victorin Lurel

Victorin Lurel (* 20. August 1951 in Vieux-Habitants, Guadeloupe) ist ein französischer Politiker der Parti Socialiste (PS), von 2004 bis 2012 und seit 2014 Präsident des Regionalrates von Guadeloupe. Von 2012 bis 2014 war er Minister für die Überseegebiete im Kabinett von Premierminister Jean-Marc Ayrault.

## Leben

### Studium und Kommunalpolitiker
Lurel, Sohn einer armen Landarbeiterfamilie mit dreizehn Kindern, studierte nach einem Wirtschaftsabitur (bac d’économie) in Guadeloupe Wirtschaftswissenschaften an der Universität Panthéon-Assas und schloss dieses Studium mit einem Diplôme d’études approfondies (DEA) ab. Im Anschluss absolvierte er ein postgraduales Studium der Politikwissenschaften am Sciences Po, dem renommierten Institut d’études politiques de Paris. Nach seiner Rückkehr trat er 1981 in die Zivilverwaltung Guadeloupes ein, wo er Direktor der Landwirtschaftsbehörde wurde.
Er begann seine politische Laufbahn in der Kommunalpolitik und wurde im März 1989 als Vertreter der Parti Socialiste zum Mitglied des Gemeinderates seiner Geburtsstadt Vieux-Habitants gewählt und gehörte diesem bis März 2001 an. Zugleich war er von März bis Dezember 1992 erstmals Mitglied des Regionalrates der Region Guadeloupe sowie außerdem von März 1994 bis März 2001 Mitglied des Generalrates des Département Guadeloupe, in dem er den Kanton Vieux-Habitants vertrat. 
Zwischen März 1998 und Oktober 2002 war er außerdem wieder Mitglied des Regionalrates der Region Guadeloupe sowie zeitgleich Vizepräsident des Generalrates des Département Guadeloupe. Im März 2001 wurde er Bürgermeister von Vieux-Habitants und bekleidete dieses Amt vier Jahre lang bis April 2005.

### Abgeordneter und Überseeminister
Am 19. Juni 2002 wurde er für die Parti Socialiste zum Abgeordneten der Nationalversammlung gewählt und vertritt in dieser seitdem den Wahlkreis Guadeloupe IV. Sein Mandat ruht seit seiner Ernennung zum Minister.
Am 29. März 2004 wurde Lurel als Nachfolger von Lucette Michaux-Chevry Präsident des Regionalrates von Guadeloupe. Bereits in der ersten Wahlrunde lag er mit 44,3 Prozent der Wählerstimmen vor der Amtsinhaberin Michaux-Chevry von der Union pour un mouvement populaire (UMP), die 38,6 Prozent erhielt. In der zweiten Runde gewann die PS 58,4 Prozent der Stimmen und konnte damit 29 der 41 Sitze im Regionalrat erzielen, während die UMP nur 41,6 Prozent und 12 Sitze erhielt. Am 2. April 2004 trat er das Amt des Regionalratspräsidenten offiziell am 2. April 2004 an. Er hat dieses Amt nach seiner Wiederwahl am 15. März 2010 seither inne.
Victorin Lurel wurde nach der Wahl von François Hollande zum Staatspräsidenten und der Benennung von Jean-Marc Ayrault zum Premierminister, von diesem am 16. Mai 2012 zum Minister für die Überseegebiete in dessen Kabinett berufen. Als Überseeminister will er sich insbesondere mit sozialen Fragen wie der übermäßigen Entwicklung der Lebenshaltungskosten und der Armut in diesen Gebieten befassen. Des Weiteren sieht er seinen Schwerpunkt in der Lösung landwirtschaftlicher Probleme in Martinique sowie in der Bekämpfung der illegalen Einwanderung nach Mayotte.